# Utetheisa maddisoni
Utetheisa maddisoni är en fjärilsart som beskrevs av Robinson 1980. Utetheisa maddisoni ingår i släktet Utetheisa och familjen björnspinnare. Inga underarter finns listade i Catalogue of Life.